# Apteryoperla monticola
Apteryoperla monticola är en bäcksländeart som beskrevs av Wisely 1953. Apteryoperla monticola ingår i släktet Apteryoperla och familjen Gripopterygidae. Inga underarter finns listade i Catalogue of Life.